# Kanton Saint-Herblain-Ouest-Indre
Saint-Herblain-Ouest-Indre is een voormalig kanton van het Franse departement Loire-Atlantique. Het kanton maakte deel uit van het arrondissement Nantes.

## Gemeenten
Het kanton Saint-Herblain-Ouest-Indre omvatte de volgende gemeenten:
- Saint-Herblain (deels, hoofdplaats)
- Indre